# Консепсион (Мисури)
Консепсион (енгл. Conception) насељено је место без административног статуса у америчкој савезној држави Мисури.

## Демографија
По попису из 2010. године број становника је 210.
| Група             | 2000.    | 2010.       |
| Белци             | 0 (0,0%) | 160 (76,2%) |
| Афроамериканци    | 0 (0,0%) | 1 (0,5%)    |
| Азијати           | 0 (0,0%) | 14 (6,7%)   |
| Хиспаноамериканци | 0 (0,0%) | 33 (15,7%)  |
| Укупно            | 0        | 210         |